# فورنباخ
شهر فورنباخ (به آلمانی: Vöhrenbach) در ایالت بادن-وورتمبرگ در کشور آلمان واقع شده‌است.